# Рац, Василий Георгиевич
Василий Георгиевич Рац (1909 — ?) — советский инженер-конструктор, лауреат Ленинской премии 1965 года.
В 1929 г. окончил Электромеханический техникум. С 1932 г. работал на ленинградском Кировском заводе, в 1950-е гг. инженер-конструктор, последняя должность – начальник одного из заводских КБ.
Лауреат Ленинской премии 1965 года в составе коллектива: Б. Г. Барановский, В. Г. Рац, В. Д. Болотин, А. Г. Веденеев, А. Д. Горячев, А. А. Карабчевский, А. С. Евсеев, К. П. Иванов, А. К. Игнатьев, С. В. Котовой, А. М. Баришевский, Б. П. Платонов - за участие в разработке, внедрении в производство и создании комплекса прессовых установок и прессовых автоматических линий для изготовления литейных земляных форм методом прессования под высоким давлением.
Награждён медалями.